# Torre Boldone
Torre Boldone (lombardul: Tur Buldù) település Olaszországban, Lombardia régióban, Bergamo megyében. Lakosainak száma 8694 fő (2023. január 1.). Torre Boldone Gorle, Bergamo, Ponteranica és Ranica községekkel határos.

## Népesség
A település lakossága az elmúlt években az alábbi módon változott:
| Lakosok száma | 8737 | 8755 | 8694 |
|               | 2017 | 2018 | 2023 |